# Tornados nos Estados Unidos em dezembro de 2021
Mapa de avisos de tornado e tornados confirmados do surto
Um raro surto de tornados no final da temporada afetou partes do sul e do Centro-Oeste dos Estados Unidos da noite de 10 de dezembro até o início da manhã de 11 de dezembro de 2021. O evento progrediu à medida que um vale avançou para o leste através dos Estados Unidos, interagindo com um ambiente excepcionalmente húmido e instável em todo o Vale do Mississippi. A atividade do tornado começou no nordeste do Arkansas, antes de progredir para o Missouri, Illinois, Tennessee e Kentucky.
A atividade mais prolífica foi causada por uma tempestade supercelular de longa duração que produziu uma família de tornados fortes, senão um único tornado de longa duração, em quatro estados. Os tornados atingiram pela primeira vez no nordeste do Arkansas e seguiram pelo Missouri Bootheel, destruindo cidades como Monette e Leachville, Arkansas, e Hayti e Caruthersville, Missouri; depois de cruzar o rio Mississippi em partes do oeste do Tennessee, a tempestade finalmente atingiu o oeste do Kentucky, onde a cidade de Mayfield sofreu danos catastróficos.
Estimativas preliminares sugerem que a família do tornado - identificada por alguns meios de comunicação como o "tornado Quatro Estados", devido às características semelhantes da tempestade ao tornado dos Três Estados de 1925 - pode ter cortado um caminho de até 250 mi (400 km) nas áreas afetadas; se confirmado como um único tornado, ultrapassaria o tornado de 18 de março de 1925 (que tomou um percurso de 219 mi (352 km) através do Missouri, Illinois e Indiana ) em termos de comprimento do caminho. Outras tempestades de tornados afetaram partes do leste de Missouri, sul de Illinois, oeste e meio do Tennessee e oeste e centro do Kentucky durante a noite e até à madrugada de 11 de dezembro, incluindo dois tornados intensos que atingiram Bowling Green, Kentucky, e Defiance, Missouri.
Pelo menos 89 pessoas morreram em consequência dos tornados. Várias estimativas não confirmadas sugerem que a eclosão dos tornados pode ter causado 100 mortes nos quatro estados, com cerca de 70 mortes em Mayfield, Kentucky. O evento de tornado mais mortal na história do estado de Kentucky, ultrapassando o tornado da área de Louisville em 27 de março de 1890, que causou pelo menos 76 mortes.

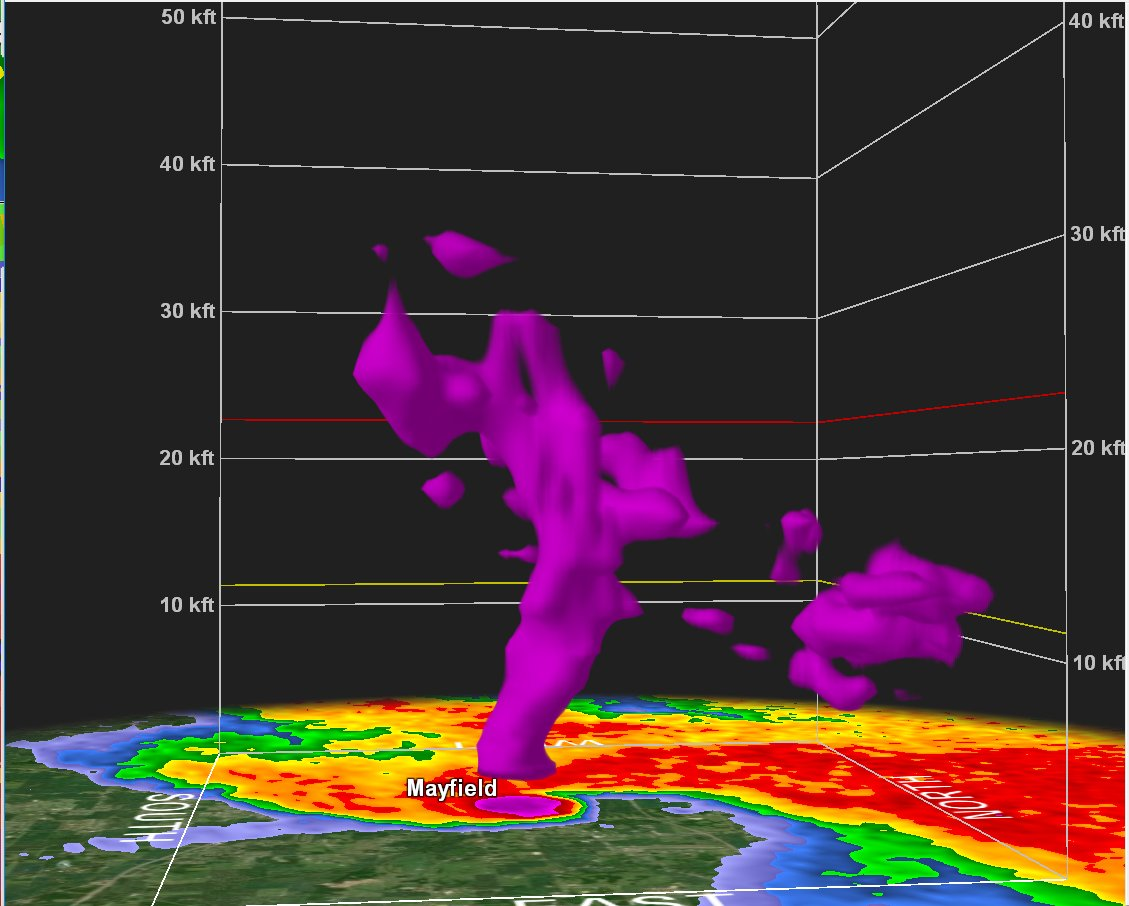
Simulação 3D de radar do tornado de Mayfield